# اورالیتا
اورالیتا (انگلیسی: Uralita Group) شرکت مصالح ساختمانی اسپانیایی است، که در سال ۱۹۰۷ تأسیس شد.